# Lourosa (Oliveira do Hospital)
Lourosa is een plaats (freguesia) in de Portugese gemeente Oliveira do Hospital en telt 651 inwoners (2001).